# Przewodniczący Rady Europejskiej
Przewodniczący Rady Europejskiej – stanowisko głównego reprezentanta Unii Europejskiej na zewnątrz w sprawach dotyczących wspólnej polityki zagranicznej i bezpieczeństwa (bez uszczerbku w stosunku do Wysokiego Przedstawiciela ds. Polityki Zagranicznej i Bezpieczeństwa (Traktat z Lizbony, art. 1, pkt 16)) i kierownika prac Rady Europejskiej. Jest wybierany przez Radę Europejską większością kwalifikowaną na okres 2,5 roku z jednokrotną możliwością odnowienia kadencji. Przewodniczącym Rady Europejskiej nie może być zwyczajny członek Rady Europejskiej, ani osoba która sprawuje jakąkolwiek krajową funkcję publiczną. Zwyczajowo procedurę jego wyboru koordynuje państwo sprawujące rotacyjną prezydencję. Szef jego rządu – jako przedstawiciel prezydencji – prowadzi też posiedzenie Rady Europejskiej w części poświęconej wyborowi przewodniczącego. Przewodniczący ma też własne ścisłe grono współpracowników, tzw. gabinet. Biura – jego i współpracowników – mieszczą się w budynku Europa w Brukseli.
Stanowisko to (zwłaszcza w odniesieniu do traktatu lizbońskiego, w związku ze znacznym wzrostem jego znaczenia) bywa potocznie, acz niepoprawnie, nazywane stanowiskiem prezydenta Unii Europejskiej. Nazwa ta nie występuje w kontekście oficjalnym. Pierwszym stałym przewodniczącym RE, urzędującym na zasadach określonych przez traktat lizboński, był Belg Herman Van Rompuy. 19 listopada 2009 na spotkaniu Rady Europejskiej w Brukseli desygnowano go na urząd, który objął 1 grudnia 2009 – wraz z wejściem w życie traktatu z Lizbony. Jego pierwsza kadencja zakończyła się 31 maja 2012.

## Przed traktatem lizbońskim
Przed wejściem w życie traktatu Przewodniczącym RE była każdorazowo głowa państwa lub szef rządu (w zależności od praktyki reprezentowania danego państwa) kraju aktualnie sprawującego prezydencję Rady Unii Europejskiej. Było to więc stanowisko o niewielkim znaczeniu, jako że zmieniało się wraz z każdą prezydencją (co 6 miesięcy). Przewodniczący był odpowiedzialny głównie za przygotowanie, przewodniczenie i przedkładanie sprawozdań ze szczytów Rady Europejskiej i nie miał żadnych uprawnień wykonawczych.

## Kompetencje przewodniczącego Rady Europejskiej od 2009 roku
Kompetencje przewodniczącego Rady Europejskiej określa art. 15 ust. 6 Traktatu o Unii Europejskiej.
Kompetencje te są następujące:
1. Przewodniczący przewodniczy Radzie Europejskiej i prowadzi jej prace.
2. Zapewnia przygotowanie i ciągłość prac Rady Europejskiej we współpracy z przewodniczącym Komisji i na podstawie prac Rady do spraw ogólnych.
3. Wspomaga osiąganie spójności i konsensusu w Radzie Europejskiej.
4. Przedstawia Parlamentowi Europejskiemu sprawozdanie z każdego posiedzenia Rady Europejskiej.
5. Na swoim poziomie i w zakresie swojej właściwości zapewnia reprezentację UE na zewnątrz w sprawach dotyczących wspólnej polityki zagranicznej i bezpieczeństwa.

Ponadto przewodniczący zwołuje konwent złożony z przedstawicieli parlamentów narodowych, szefów państw lub rządów, Parlamentu Europejskiego i Komisji, gdy Rada Europejska opowie się za przeprowadzeniem zmian traktatów.
Reprezentuje on również Unię na zewnątrz:
- w kwestiach wspólnej polityki zagranicznej i bezpieczeństwa (WPZiB) – wraz z wysokim przedstawicielem Unii do spraw zagranicznych i polityki bezpieczeństwa (który pomaga realizować tę politykę i zapewniać jej jednolitość, spójność i skuteczność)
- na szczytach międzynarodowych – z reguły wraz z przewodniczącym Komisji Europejskiej[2].

## Lista przewodniczących Rady Europejskiej

### Przedtraktatem lizbońskim(1975–2009)
| Lp. | Przewodniczący | Przewodniczący           | Okres urzędowania             | Prezydencja     |
| --- | -------------- | ------------------------ | ----------------------------- | --------------- |
| 1.  |                | Liam Cosgrave            | 1 stycznia – 30 czerwca 1975  | Irlandia        |
| 2.  |                | Aldo Moro                | 1 lipca – 31 grudnia 1975     | Włochy          |
| 3.  |                | Gaston Thorn             | 1 stycznia – 30 czerwca 1976  | Luksemburg      |
| 4.  |                | Joop den Uyl             | 1 lipca – 31 grudnia 1976     | Holandia        |
| 5.  |                | James Callaghan          | 1 stycznia – 30 czerwca 1977  | Wielka Brytania |
| 6.  |                | Leo Tindemans            | 1 lipca – 31 grudnia 1977     | Belgia          |
| 7.  |                | Anker Jørgensen          | 1 stycznia – 30 czerwca 1978  | Dania           |
| 8.  |                | Helmut Schmidt           | 1 lipca – 31 grudnia 1978     | Niemcy          |
| 9.  |                | Valéry Giscard d’Estaing | 1 stycznia – 30 czerwca 1979  | Francja         |
| 10. |                | Jack Lynch               | 1 lipca – 11 grudnia 1979     | Irlandia        |
| 11. |                | Charles Haughey          | 11 grudnia – 31 grudnia 1979  | Irlandia        |
| 12. |                | Francesco Cossiga        | 1 stycznia – 30 czerwca 1980  | Włochy          |
| 13. |                | Pierre Werner            | 1 lipca – 31 grudnia 1980     | Luksemburg      |
| 14. |                | Dries van Agt            | 1 stycznia – 30 czerwca 1981  | Holandia        |
| 15. |                | Margaret Thatcher        | 1 lipca – 31 grudnia 1981     | Wielka Brytania |
| 16. |                | Wilfried Martens         | 1 stycznia – 30 czerwca 1982  | Belgia          |
| 17. |                | Anker Jørgensen          | 1 lipca – 10 września 1982    | Dania           |
| 18. |                | Poul Schlüter            | 10 września – 31 grudnia 1982 | Dania           |
| 19. |                | Helmut Kohl              | 1 stycznia – 30 czerwca 1983  | Niemcy          |
| 20. |                | Andreas Papandreu        | 1 lipca – 31 grudnia 1983     | Grecja          |
| 21. |                | François Mitterrand      | 1 stycznia – 30 czerwca 1984  | Francja         |
| 22. |                | Garret FitzGerald        | 1 lipca – 31 grudnia 1984     | Irlandia        |
| 23. |                | Bettino Craxi            | 1 stycznia – 30 czerwca 1985  | Włochy          |
| 24. |                | Jacques Santer           | 1 lipca – 31 grudnia 1985     | Luksemburg      |
| 25. |                | Ruud Lubbers             | 1 stycznia – 30 czerwca 1986  | Holandia        |
| 26. |                | Margaret Thatcher        | 1 lipca – 31 grudnia 1986     | Wielka Brytania |
| 27. |                | Wilfried Martens         | 1 stycznia – 30 czerwca 1987  | Belgia          |
| 28. |                | Poul Schlüter            | 1 lipca – 31 grudnia 1987     | Dania           |
| 29. |                | Helmut Kohl              | 1 stycznia – 30 czerwca 1988  | Niemcy          |
| 30. |                | Andreas Papandreu        | 1 lipca – 31 grudnia 1988     | Grecja          |
| 31. |                | Felipe González          | 1 stycznia – 30 czerwca 1989  | Hiszpania       |
| 32. |                | François Mitterrand      | 1 lipca – 31 grudnia 1989     | Francja         |
| 33. |                | Charles Haughey          | 1 stycznia – 30 czerwca 1990  | Irlandia        |
| 34. |                | Giulio Andreotti         | 1 lipca – 31 grudnia 1990     | Włochy          |
| 35. |                | Jacques Santer           | 1 stycznia – 30 czerwca 1991  | Luksemburg      |
| 36. |                | Ruud Lubbers             | 1 lipca – 31 grudnia 1991     | Holandia        |
| 37. |                | Aníbal Cavaco Silva      | 1 stycznia – 30 czerwca 1992  | Portugalia      |
| 38. |                | John Major               | 1 lipca – 31 grudnia 1992     | Wielka Brytania |
| 39. |                | Poul Schlüter            | 1–25 stycznia 1993            | Dania           |
| 40. |                | Poul Nyrup Rasmussen     | 25 stycznia – 30 czerwca 1993 | Dania           |
| 41. |                | Jean-Luc Dehaene         | 1 lipca – 31 grudnia 1993     | Belgia          |
| 42. |                | Andreas Papandreu        | 1 stycznia – 30 czerwca 1994  | Grecja          |
| 43. |                | Helmut Kohl              | 1 lipca – 31 grudnia 1994     | Niemcy          |
| 44. |                | François Mitterrand      | 1 stycznia – 17 maja 1995     | Francja         |
| 45. |                | Jacques Chirac           | 17 maja – 30 czerwca 1995     | Francja         |
| 46. |                | Felipe González          | 1 lipca – 31 grudnia 1995     | Hiszpania       |
| 47. |                | Lamberto Dini            | 1 stycznia – 17 maja 1996     | Włochy          |
| 48. |                | Romano Prodi             | 17 maja – 30 czerwca 1996     | Włochy          |
| 49. |                | John Bruton              | 1 lipca – 31 grudnia 1996     | Irlandia        |
| 50. |                | Wim Kok                  | 1 stycznia – 30 czerwca 1997  | Holandia        |
| 51. |                | Jean-Claude Juncker      | 1 lipca – 31 grudnia 1997     | Luksemburg      |
| 52. |                | Tony Blair               | 1 stycznia – 30 czerwca 1998  | Wielka Brytania |
| 53. |                | Viktor Klima             | 1 lipca – 31 grudnia 1998     | Austria         |
| 54. |                | Gerhard Schröder         | 1 stycznia – 30 czerwca 1999  | Niemcy          |
| 55. |                | Paavo Lipponen           | 1 lipca – 31 grudnia 1999     | Finlandia       |
| 56. |                | António Guterres         | 1 stycznia – 30 czerwca 2000  | Portugalia      |
| 57. |                | Jacques Chirac           | 1 lipca – 31 grudnia 2000     | Francja         |
| 58. |                | Göran Persson            | 1 stycznia – 30 czerwca 2001  | Szwecja         |
| 59. |                | Guy Verhofstadt          | 1 lipca – 31 grudnia 2001     | Belgia          |
| 60. |                | José María Aznar         | 1 stycznia – 30 czerwca 2002  | Hiszpania       |
| 61. |                | Anders Fogh Rasmussen    | 1 lipca – 31 grudnia 2002     | Dania           |
| 62. |                | Kostas Simitis           | 1 stycznia – 30 czerwca 2003  | Grecja          |
| 63. |                | Silvio Berlusconi        | 1 lipca – 31 grudnia 2003     | Włochy          |
| 64. |                | Bertie Ahern             | 1 stycznia – 30 czerwca 2004  | Irlandia        |
| 65. |                | Jan Peter Balkenende     | 1 lipca – 31 grudnia 2004     | Holandia        |
| 66. |                | Jean-Claude Juncker      | 1 stycznia – 30 czerwca 2005  | Luksemburg      |
| 67. |                | Tony Blair               | 1 lipca – 31 grudnia 2005     | Wielka Brytania |
| 68. |                | Wolfgang Schüssel        | 1 stycznia – 30 czerwca 2006  | Austria         |
| 69. |                | Matti Vanhanen           | 1 lipca – 31 grudnia 2006     | Finlandia       |
| 70. |                | Angela Merkel            | 1 stycznia – 30 czerwca 2007  | Niemcy          |
| 71. |                | José Sócrates            | 1 lipca – 31 grudnia 2007     | Portugalia      |
| 72. |                | Janez Janša              | 1 stycznia – 30 czerwca 2008  | Słowenia        |
| 73. |                | Nicolas Sarkozy          | 1 lipca – 31 grudnia 2008     | Francja         |
| 74. |                | Mirek Topolánek          | 1 stycznia – 8 maja 2009      | Czechy          |
| 75. |                | Jan Fischer              | 8 maja – 30 czerwca 2009      | Czechy          |
| 76. |                | Fredrik Reinfeldt        | 1 lipca – 1 grudnia 2009      | Szwecja         |

### Po traktacie lizbońskim (od 2009)
| Lp. | Przewodniczący | Przewodniczący    | Objęcie urzędu | Złożenie urzędu   | Partia                          | Partia Narodowa | Kraj       |
| --- | -------------- | ----------------- | -------------- | ----------------- | ------------------------------- | --------------- | ---------- |
| 1.  |                | Herman Van Rompuy | 1 grudnia 2009 | 30 listopada 2014 | Europejska Partia Ludowa        | CD&V            | Belgia     |
| 2.  |                | Donald Tusk       | 1 grudnia 2014 | 30 listopada 2019 | Europejska Partia Ludowa        | PO              | Polska     |
| 3.  |                | Charles Michel    | 1 grudnia 2019 | 1 grudnia 2024    | Odnówmy Europę                  | MR              | Belgia     |
| 4.  |                | António Costa     | 1 grudnia 2024 | Sprawuje urząd    | Partia Europejskich Socjalistów | PS              | Portugalia |